# Koninklijke Fanfare De Vrije Belgen
De Koninklijke Fanfare De Vrije Belgen is een Belgisch fanfareorkest uit Sint-Martens-Bodegem, deelgemeente van Dilbeek.
De vereniging is gesticht in 1918 en telt momenteel een 40-tal muzikanten. In tegenstelling tot vele andere fanfares, is deze fanfare trouw gebleven aan de authentieke fanfarebezetting.

## Historiek[1]

### Een eerste vaandel
De fanfare is gesticht in 1918 door enkele leden van het zangkoor. De toenmalige burgemeester Henri Appelmans nam het voorzitterschap op zich. De keuze van de naam “De Vrije Belgen” valt eenvoudig te verklaren aangezien de fanfare werd opgericht op het einde van de Eerste Wereldoorlog.
Dankzij erevoorzitster Madame Marlier-Knopff kreeg de fanfare haar eerste vaandel.

### Een tweede vaandel
In 1961 kreeg de fanfare van graaf Weemaes een tweede vaandel, zeven jaar later werd het eerste uniform aangekocht.
Het blauwe uniform omvatte ook een kepie.

### Een derde vaandel
Na een periode van een constant muzikantenaantal, zorgde een nieuwe dirigent Alberic Sergooris rond 1976 samen met toenmalige voorzitter Jozef Leyssens voor het oprichten van een muziekschool binnen de fanfare. Dit zorgde voor een sterke stijging in het aantal muzikanten.
In 1981 kreeg de fanfare de erkenning tot koninklijke fanfare, en kocht het een nieuw – en tevens het huidige – vaandel aan.

## Recente historiek
Met de dirigentenwissel anno 2007, daalde het aantal muzikanten gestaag en was de ambitie uit de fanfare verdwenen. Van 2007 tot 2008 was de fanfare stuurloos zonder voorzitter.
In augustus 2008 besloot Bart De Valck het voorzitterschap, na unanieme goedkeurig, op zich te nemen. Onder zijn leiding begon de fanfare aan een herleving. De visie van de nieuwe voorzitter kwam pas tot zijn recht bij de overname van het dirigeerstokje door Jan De Maeseneer in 2014.
Dankzij voorzitter Bart De Valck werd er gekozen om de traditionele marsen op straat in te wisselen door marching band muziek, wat zorgde voor meer ambiance op de diverse stoeten waaraan de fanfare deelneemt. Naast de vernieuwing op straat werd er ook gekozen voor een jaarlijks concert in CC De Westrand. Ook mocht de fanfare een concert geven op de Leuvense kerstmarkt in 2017. Dit alles zorgde voor een langverwachte gestage stijging in het aantal muzikanten.

### 100-jarig bestaan
In 2018 vierde de fanfare zijn 100 jaar met een groot concert in CC De Westrand. Daar mocht het ook de cultuurprijs in ontvangst nemen.
Ter ere van de 100-ste verjaardag werd een feestbier gebrouwen met toepasselijke naar "'t Vrije Belgske".
De feestelijkheden werden finaal afgesloten met een optreden onder de Menenpoort te Ieper in 2019.

## Dirigenten
- Roger Sterckx
- Alfonse Jackuet
- 1968 – 1974: Armand Stroykens
- 1974 – 1976: Onbekend
- 1976 – 2007: Alberic Sergooris
- 2007 – 2014: Miguel Van Vaerenbergh
- 2014 – heden: Jan De Maeseneer

## Voorzitters
- 1918 - ? : Henri Appelmans
- ? - ?: Victor De Clercq
- ? – 1968: Emiel De Wit
- 1968 – 1998: Jozef Leyssens
- 1998 – 2007: Bruno De Rooms
- 2007 – 2008: Geen
- 2008 – heden: Bart De Valck

## Jaarlijkse evenementen
- Februari: Fanfarequiz
- Maart: Fanfarerestaurant
- Oktober: Westrandconcert in CC De Westrand te Dilbeek

## Trivia
- In 2020 is de fanfare te zien[4] in de reclamespot voor 10 jaar[5] Dagelijkse kost. Jeroen Meus speelt hierbij de dirigent van de fanfare.[6]